# گورستان دن دوبانزل
گورستان دن دوبانزل مربوط به فلز- هزاره سوم قبل از میلاد است و در شهرستان نیکشهر، بخش بنت، دهستان دسک، ۶۰۰ متری شرق روستای دسک واقع شده و این اثر در تاریخ ۲۶ اسفند ۱۳۸۷ با شمارهٔ ثبت ۲۵۹۱۲ به‌عنوان یکی از آثار ملی ایران به ثبت رسیده است.